# Fluorid platinový
Fluorid platinový je chemická sloučenina se vzorcem PtF6. Je to tmavě červená pevná, těkavá látka, která vytváří červený plyn. V pevném i plynném stavu tvoří oktaedrické molekuly s délkou vazby Pt-F 185 pm.

## Příprava
Poprvé byl připraven reakcí fluoru s platinou, tato reakce se k jeho přípravě stále využívá:
Pt + 3 F2 → PtF6
Lze jej připravit i disproporcionací PtF5, kromě PtF6 tak vzniká i PtF4. PtF5 lze připravit fluorací chloridu platnatého:
2 PtCl2 + 5 F2 → 2 PtF5 + 2 Cl2
2 PtF5 → PtF6 + PtF4

## Hexafluoroplatnatany
Fluorid platinový dokáže vytvořit hexafluoroplatnatý anion, PtF -
6 . Vzniká reakcí fluoridu platinového s některými prvky nebo sloučeninami, např. s xenonem tvoří XePtF6 (ve skutečnosti vzniká směs [XeF][Pt2F11], [XeF][PtF5] a [Xe2F3][PtF6]). Objev této reakce v roce 1962 byl prvním důkazem, že vzácné plyny mohou tvořit sloučeniny. Před touto sloučeninou byla popsána reakce s kyslíkem za tvorby [O2]+[PtF6]−.